# Ciśnienie petrostatyczne
Ciśnienie petrostatyczne – ciśnienie wód podziemnych, głębinowych, zamkniętych szczelnie, wywołane przez ciężar wyżej leżących mas skalnych.